# Mare de Déu de Cérvoles
La Mare de Déu de Cérvoles és un santuari al terme municipal d'Os de Balaguer (Noguera) catalogat a l'Inventari del Patrimoni Arquitectònic de Catalunya.
L'església és d'una sola nau construïda en pedra. A l'exterior hi ha tres contraforts a banda i banda. S'accedeix a l'església per una porta d'arc de mig punt protegida per un porxo. Sobre el porxo hi ha dues obertures: la primera més gran que la segona. Culmina l'església un campanar d'espadanya, de petites dimensions, amb una petita campana. La teulada és de doble vessant.
Abans d'aquest santuari a Cérvoles n'hi havia un altre que ocupava el mateix emplaçament que l'actual. Pel material bibliogràfic se sap que l'any 1787 es van fer reformes al santuari: un casal per a l'hospitalitat damunt la primitiva capella gòtica i es va construir l'actual capella. El 1915 la finca on hi ha el santuari es va posar a nom del bisbe de Lleida, i els rectors d'Os en van ser els administradors. El 12 de setembre de 1954 es va entronitzar la nova imatge de Maria, obra de l'artista i fill d'Os, Leandre Cristòfol. El 1964 en una reunió de representants de seglars i mossens del lloc es va prendre l'acord de celebrar cada any l'aplec comarcal per motius pastorals. El 1975 van robar la imatge i es va enderrocar el casal que hi havia al costat de la capella.